# Saint-Préjet-Armandon
Saint-Préjet-Armandon (okzitanisch gleichlautend) ist eine französische Gemeinde mit 110 Einwohnern (Stand: 1. Januar 2022). Sie liegt im Département Haute-Loire in der Region Auvergne-Rhône-Alpes (vor 2016 Auvergne) und gehört zum Arrondissement Brioude sowie zum Kanton Pays de Lafayette. 

## Geographie
Saint-Préjet-Armandon liegt etwa 40 Kilometer nordwestlich von Le Puy-en-Velay. 
Umgeben wird Saint-Préjet-Armandon von den Nachbargemeinden Montclard im Norden und Nordosten, Collat im Osten, Chassagnes im Süden, Paulhaguet im Südwesten, Domeyrat im Westen, Frugières-le-Pin im Westen und Nordwesten sowie Vals-le-Chastel im Nordwesten.

## Bevölkerungsentwicklung
| Jahr                       | 1962 | 1968 | 1975 | 1982 | 1990 | 1999 | 2006 | 2011 | 2017 |
| Einwohner                  | 122  | 107  | 105  | 93   | 76   | 93   | 105  | 105  | 107  |
| Quellen: Cassini und INSEE |      |      |      |      |      |      |      |      |      |

## Sehenswürdigkeiten
- Kirche Saint-Préjet